# Distretto di Palamu
Il distretto di Palamu o Palamau è un distretto del Jharkhand, in India, di 2 092 004 abitanti. Il suo capoluogo è Daltonganj.